# Against All Odds (Take a Look at Me Now)
«Against All Odds» — песня, записанная Филом Коллинзом для одноимённого фильма 1984 года. Выпущенная в качестве сингла, она возглавила Billboard Hot 100 и достигла 2 строчки британского хит-парада. В 1985 году песня была отмечена премией «Грэмми» в номинации Лучшее мужское вокальное поп-исполнение. В дальнейшем часто исполнялась другими исполнителями, в числе которых американская певица Мэрайя Кэри, ирландская поп-группа Westlife (в 2000 году), победитель британский версии шоу The X Factor — Стив Брукштайн (2004).

## Позиции в хит-парадах
Годовые чарты:
| Чарт (1984)                                    | Позиция |
| ---------------------------------------------- | ------- |
| Великобритания (Gallup Poll)                   | 19      |
| США (Billboard Top Adult Contemporary Singles) | 22      |

## Версия Мэрайи Кэри и Westlife
Американская поп/R&B-певица Мэрайя Кэри спродюсировала свою версию песни с Jimmy Jam и Terry Lewis для своего шестого студийного альбома Rainbow. Позже песня была перезаписана в качестве дуэта Кэри и ирландской мужской группы Westlife, этот дуэт так же был включён в список композиций их второго альбома «Coast To Coast».

### Выпуск и приём сингла
Песня была издана третьим синглом с альбома Rainbow, и первым синглом — с Coast to Coast в 2000 году. Кэри также спродюсировала сингл-версию совместно со Steve Mac.
Так же песня была частью промоушена альбома «Rainbow» в США, но сингл не был издан ни в коммерческом, ни в радио форматах. Песня была издана в некоторых музыкальных магазинах в начале 2000 года, и в качестве дуэта с Westlife — в сентябре 2000.
Кэри не переписывала свои вокальные партии для дуэта, инструментальная часть была воссоздана с большей нежностью в звучании и со звуком виолончели. Сингл был более успешен в Великобритании, чем оригинальная версия, и занял вершину чарта, установив рекорд среди музыкальных групп, чьи первые шесть синглов заняли первые строчки чартов в этой стране, а также стал вторым синглом № 1 для Кэри, которая уже занимала первую строчку в 1993 году с песней «Without You». Также песня стала шестым хитом номер один в бразильском чарте.

### Ремиксы и официальные версии
Ремиксы для этой песни были созданы командой Pound Boys, которая не включила вокал группы Westlife. Сначала, Pound Boys были замечены Кэри и её лейблом после завершения работы над ремиксом «White label» для песни «Petals» из альбома Rainbow.

### Список композиций
Диск 1
1. «Against All Odds» (Mariah & Westlife)
2. «Against All Odds» (Pounds Boys Main Mix)
3. «Against All Odds» (without Westlife version)
4. Four 30 second Westlife interviews

Диск 2
1. «Against All Odds» (Mariah & Westlife)
2. «Against All Odds» (without Mariah version)
3. «Against All Odds» (Pound Boys Dub)
4. «Against All Odds» (CD-ROM Video)

### Видео
Существуют два варианта видео для данной песни. Версия для сольного трека певицы, режиссёром которого стал Paul Misbehoven, состоит из фрагментов выступлений Мэрайи во время её гастролей с туром Rainbow World Tour. Более популярное видео показывает Мэрайю и Westlife во время записи песни и путешествии на лодках вокруг острова Капри.

## Позиции в чартах
| Страна                       | Высшее место |
| ---------------------------- | ------------ |
| Австралия Singles Chart      | 52           |
| Бразилия Singles Chart       | 1            |
| Канада Singles Chart         | 22           |
| Франция Single Chart         | 18           |
| Германия Singles Chart       | 29           |
| Ирландия Singles Chart       | 1            |
| Италия Singles Chart         | 17           |
| Япония (Tokio Hot 100)       | 41           |
| Нидерланды Singles Chart     | 20           |
| Швеция Singles Chart         | 3            |
| Швейцария Singles Chart      | 20           |
| Великобритания Singles Chart | 1            |